# Нелипковичі
Нелипковичі (пол. Nielepkowice) — село в Польщі, у гміні В'язівниця Ярославського повіту Підкарпатського воєводства.
Населення — 401 особа (2011), у тому числі 208 жінок та 214 чоловіків.
У 1975—1998 роках село належало до Перемишльського воєводства.

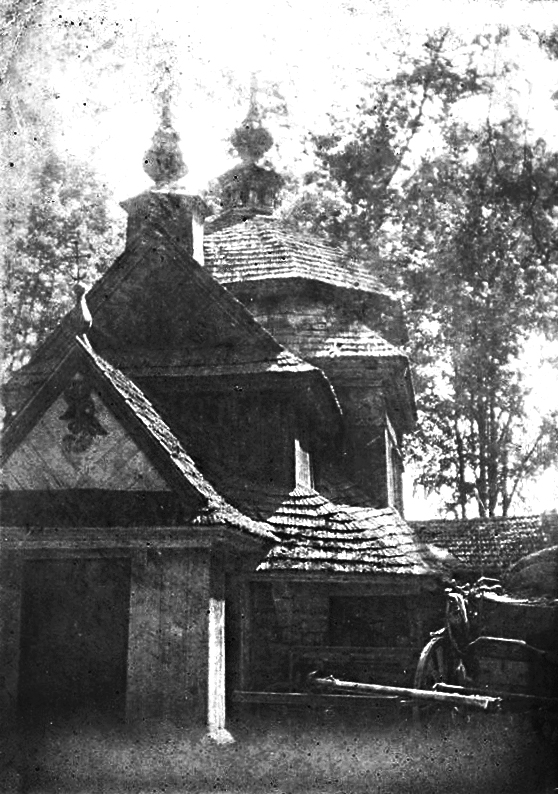
Українська церква св. Івана, 1718 року (перебудована у 1788), знищена у 1950-х роках

## Демографія
Демографічна структура станом на 31 березня 2011 року:
|          | Загалом | Допрацездатний вік | Працездатний вік | Постпрацездатний вік |
| -------- | ------- | ------------------ | ---------------- | -------------------- |
| Чоловіки | 203     | 44                 | 135              | 24                   |
| Жінки    | 198     | 40                 | 117              | 41                   |
| Разом    | 401     | 84                 | 252              | 65                   |

## Церква св. Івана
Перша дерев’яна церква Св. Івана Богослова в Нелипковичах була збудована у 1718 році. Первісно це була тридільна дерев’яна церква з однією банею над навою та дзвіницею над бабинцем. У 1788 році коштом місцевих дідичів Карчмарів церква була дещо перебудована – розібрана дзвіниця над бабинцем і зведена окрема. Десь в кінці XIX ст. до західної стіни бабинця був добудований присінок. Церква пережила обидві світові війни, але на початку 1950-х років була розібрана польською владою.